# Heteromysis hornimani
Heteromysis hornimani — вид дрібних ракоподібних родини мізидових (Mysidae). Описаний у 2021 році.

## Назва
Вид названо на честь Музею-акваріума Горнімана у Лондоні, де був виявлений типовий зразок.

## Поширення
Достеменний ареал виду невідомий. Вид описаний зі зразків, що знайдені в Музеї-акваріумі Горнімана в Лондоні (Велика Британія), акваріумі «Океанополіс» у Бресті (Франція), «Паризькому акваріумі» (Франція) та «Зоопарку Вроцлава». (Польща). Дані з Парижа свідчать про походження з Карибського басейну.